# Obús M777
El M777 es un obús remolcado desarrollado por el grupo británico Vickers, y producido por BAE Systems Land & Armaments en los EE. UU. Está en proceso de sustitución del obús M198 en el Cuerpo de Marines de los Estados Unidos y el ejército de Estados Unidos. El M777 también es utilizado por el Real Regimiento de Artillería Canadiense, y ha sido empleado en Afganistán junto con la munición dirigida por GPS denominada M982 Excalibur. También está siendo evaluado por el Ejército Británico como candidato a sustituir al L118 en algunos regimientos.
El M777 está siendo fabricado por la División Global de Sistemas de Combate de BAE Systems . El primer contrato de gestión se basó en Barrow-in-Furness en Reino Unido, además de la fabricación y ensamblaje de las estructuras de titanio y componentes asociados del retroceso del arma. La integración final y las pruebas se realizan en las instalaciones de BAE en Hattiesburg, Misisipi.

## Diseño

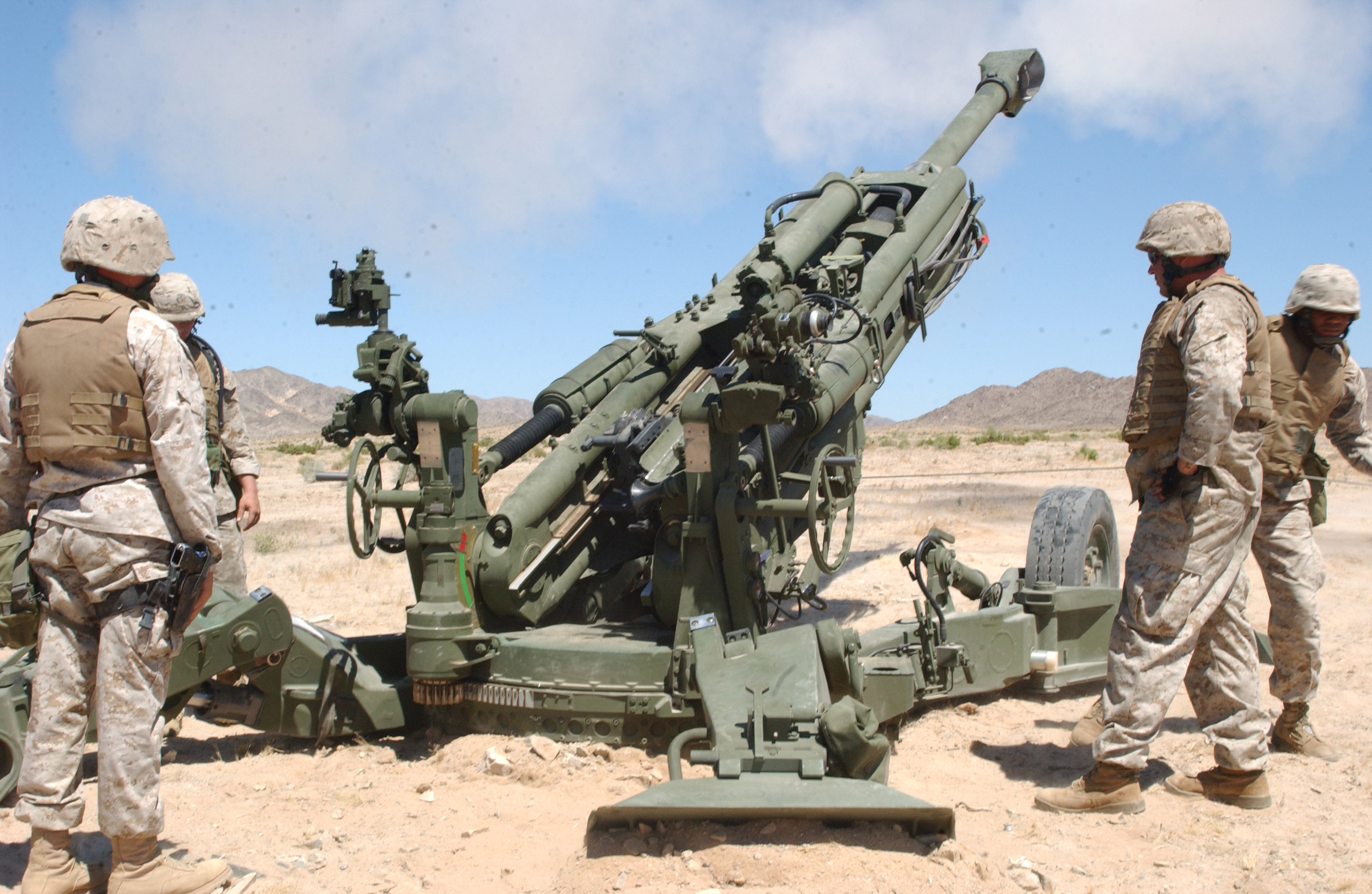
Los artilleros de la Marina de los EE. UU. prueban el fuego de un obús M777.

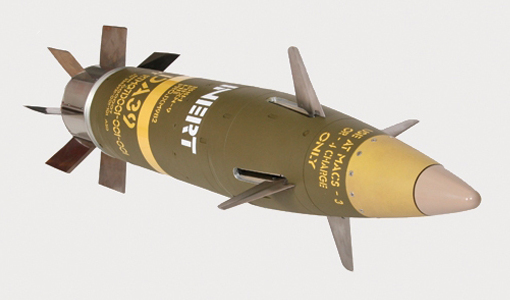
Munición guiada por GPS XM982 Excalibur (inerte)

El M777 se concibió como un obús ligero y móvil (OUM), desarrollado por la división de armamento de VSEL en Barrow-in-Furness, Reino Unido.
 
En 1999 se fusionaron VSEL y BAE Systems RO Defensa. Esta unidad pasó a formar parte de BAE Systems Land & Armaments en 2004. Aunque desarrollado por una empresa británica, el montaje final se realiza en Estados Unidos. El socio americano inicial de BAE Systems era United Defense. Sin embargo en 2005, BAE adquirió United Defense y, por tanto, es responsable del diseño, construcción y montaje (a través de la filial americana de BAE Systems Land & Armaments). El 70% de las piezas del M777 son construidas en EE. UU. incluyendo el tubo del arma fabricado en el Arsenal de Watervliet
El M777 es más ligero y más pequeño, con un peso algo superior a los 3.175 kg, es un 42% más ligero que el  M198 al que sustituye. La mayor parte de la reducción de peso se debe al uso de titanio. El menor peso y tamaño permite que el M777 pueda ser transportado por el V 22 Osprey, por un CH-47 o por un camión con facilidad, lo que significa que puede moverse dentro y fuera del campo de batalla más rápidamente que el M198. El menor tamaño también mejora la eficiencia de almacenamiento en almacenes militares/Transporte Naval de carga. También hay una reducción en la tripulación requerida con respecto al M198 de 9 a 5.
El M777 utiliza un sistema de control de tiro digital similar al que se encuentra en los obuses autopropulsados, como el  M109A6 Paladin para proporcionar navegación, puntería y localización, lo que le permite ser puesto en acción con mayor rapidez que los tradicionales de arrastre y los aerotransportados. Los M777 canadienses además de utilizar los sistemas ópticos tradicionales también utilizan un sistema de control de fuego denominado Sistema de Dirección de Fuego Digital (DGMS) producido por Leonardo S.p.A. con componentes de la Suite de Software de Control de Fuego Indirecto (IFCSS) fabricado por un equipo de élite en el Centro de Ingenieros de Software del Ejército de Tierra Canadiense. La parte del sistema de Leonardo S.p.A. conocida como LINAPS había sido probado recientemente con la ayuda de los obuses ligeros L118 de la Artillería del Ejército Británico.
El M777 es a menudo ofrecido con la nueva munición excalibur guiada por GPS, que permite un disparo preciso de hasta 40 km. Esto casi duplica el área de operación de una sola batería a unos 5.000 km². En una prueba realizada en el Campo de tiro de Yuma, 13 de los 14 disparos de "Excalibur" se dispararon desde una distancia superior a los 24 km, los blancos se produjeron dentro de un diámetro de 10 metros de su objetivo, sugiriendo un error circular probable de unos 5 metros.

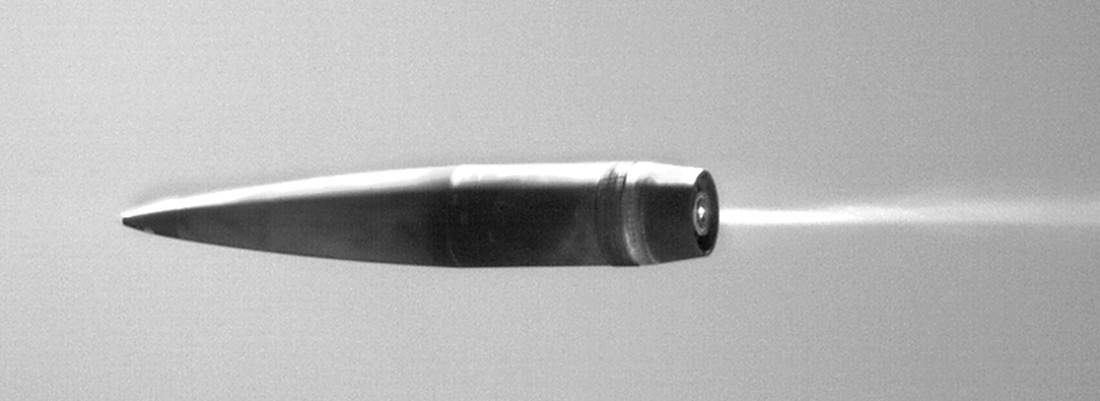
La ronda de artillería de alcance extendido XM1113, que se muestra aquí en una demostración de alcance, utiliza un motor asistido por cohetes.

| M777A2 frente a M198 heredado       | M777A2 frente a M198 heredado | M777A2 frente a M198 heredado |
|                                     | M777A2                        | M198                          |
| ----------------------------------- | ----------------------------- | ----------------------------- |
| Peso                                | 4200 kg (9300 libras)         | 7.300 kg (16.000 libras)      |
| tiempo de emplazamiento             | 2 min 10 s                    | 6 min 35 s                    |
| tiempo de desplazamiento            | 2 min 23 s                    | 10 min 40 s                   |
| Terreno Transitable                 | 83%                           | 63%                           |
| Número transportado por carga C-130 | 2                             | 1                             |
| Complemento de tripulación          | 5                             | 9                             |

## Variantes
- M777 - pistola con control de fuego óptico
- M777A1 : actualizaciones de digitalización con la adición de una fuente de alimentación a bordo, posicionamiento global satelital, navegación inercial, radio, unidad de visualización de armas (GDU) y ensamblaje de jefe de sección (SCA). [ cita requerida ]
- M777A2 : actualización de software del bloque 1A. Adición de un Setter de espoleta de artillería inductivo portátil mejorado (EPIAFS) para permitir la compatibilidad con Excalibur y municiones de precisión.
- M777ER : actualización creada por el proyecto Extended Range Cannon Artillery (ERCA) para ampliar el alcance de 30 a 70 km (19 a 43 mi).  Modificado con un cañón más largo de calibre 58, 9,1 m (30 pies) y propulsor sobrealimentado que dispara el proyectil asistido por cohete XM1113 .
- M777C1 – M777 con DGMS (Canadá)

## Historial de servicio

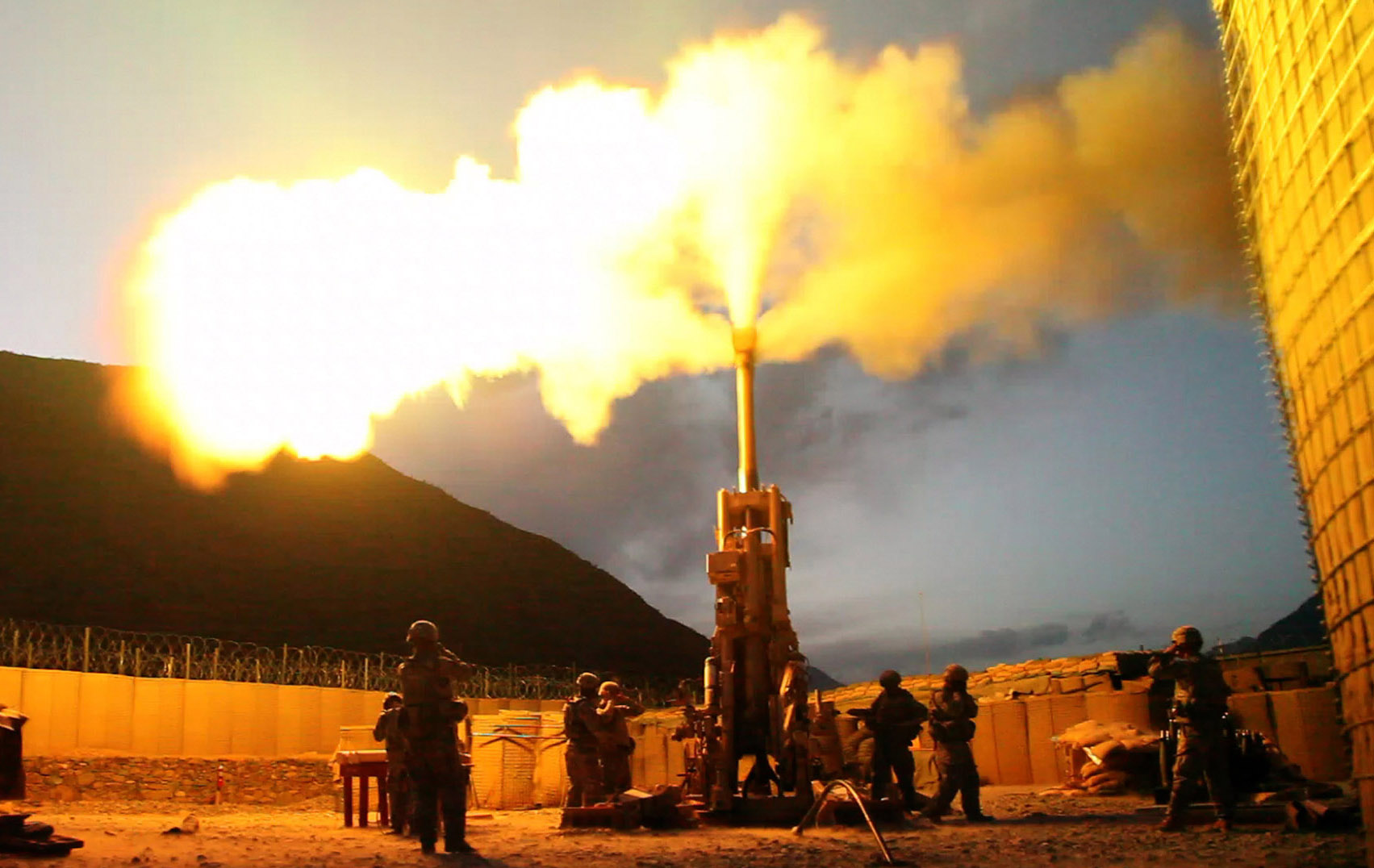
Soldados de la batería C del 1º batallón 321 aerotransportado, regimiento de artillería de campo, 82 división aero transportada, disparan proyectiles de 155mm con un M777.

### Estados Unidos
El M777 sucedió al Obús M198 en el Cuerpo de Marinesy el Ejército de los Estados Unidos en 2005. En 2014, el ejército de los EE. UU. comenzó a presentar varias actualizaciones a sus obuses M777, incluidas nuevas unidades de visualización de cristal líquido , actualizaciones de software, sistemas de energía mejorados y sensores de boca para computación balística a bordo. Las actualizaciones futuras incluyen una pantalla táctil de la sección principal, una nueva computadora del sistema de misión y una radio digital.

#### Ejército
La 18.ª Brigada de Artillería de Campaña (Aerotransportada) en Fort Bragg , Carolina del Norte, fue la unidad de banco de pruebas inicial del Ejército para el XM777, que incluía el 1.er y 3.er Batallón del 321.er Regimiento de Artillería de Campaña . Los prototipos iniciales fueron probados por el 1.er Batallón, 377.º Regimiento de Asalto Aéreo, en 1998, también una unidad de la 18.ª Brigada de Artillería de Campaña.
El segundo pelotón de la segunda sección (5.º pelotón) de la batería Bravo, del 11º Regimiento de Artillería de Campaña, fue la primera unidad en disparar el M777 A2 en combate el 2 de enero de 2008 a las 08:23 (hora de Bagdad) en apoyo a la  Invasión de Irak. El 2-11 se desplegó en diciembre de 2007 con la Segunda Brigada de Combate, la 25.ª División de Infantería de Schofield Barracks, Hawái. En junio de 2007, los M777 en configuración A2 fueron asignados al 3.er Grupo del Regimiento de Artillería 321. El 3-321 fue desplegada en Afganistán en apoyo de la  Operación Libertad Duradera en diciembre de 2007, habiendo realizado su servicio desde enero de 2008, consiguiendo ser la primera unidad en usar los M777 dando apoyo en combate durante la Operación Libertad Duradera.
En abril de 2008, los M777 fueron desplegados para realizar prácticas con el 2º Grupo del 8º de Artillería de Campaña destinado en Fort Wainwright in Fairbanks, Alaska. El 20 de julio de 2008 en Camp Shelby, Misisipi, el 1.er Grupo del 108.º de Artillería de Campaña de la 28.ª División de Infantería perteneciente a La  Guardia Nacional en Pensilvania fue la primera unidad en recibir y disparar el M777. La batería C del 1-108 fue la primera unidad de la Guardia Nacional en disparar el M777 en Camp Shelby, Misisipi.
Dos soldados de 2-319 FA murieron a causa de una explosión de nalgas y otros miembros de su dotación de armas resultaron heridos al intentar disparar un M777 a una posición de mortero de ISIL en el norte de Irak.  Se han producido múltiples incidentes de disparos durante el entrenamiento con el M777, incluido uno fatal en febrero de 2014 con 3-321 FA y anteriormente en 2011 con Marines de Camp Lejeune también en Fort Bragg.
En agosto de 2017, dos tripulantes murieron y otros cinco resultaron heridos en un incidente con un M777. 
En mayo de 2017, el ejército de los EE. UU. reveló que estaba comprando la ronda de bonificación sueca Bofors 155 como un sistema provisional como resultado de la eliminación gradual requerida de las municiones en racimo de los proyectiles de artillería, cumpliendo con la política de lograr menos del 1% de municiones sin estallar de proyectiles no explosivos. explosivos unitarios. El BONUS tiene dos municiones con fusibles de sensor desplegadas por un proyectil portador de 155 mm que escanea el suelo en busca de objetivos y dispara penetradores formados de forma explosiva desde el aire. El sistema ha sido probado desde el obús M777. 
El 3.er Regimiento de Caballería desplegó múltiples armas M777A2 en Firebase Saham en Irak en la frontera con Siria desde noviembre de 2018 hasta abril de 2019 para apoyar a las Fuerzas Democráticas Sirias en la Batalla de Baghuz Fawqani , la operación finalmente exitosa para capturar la última ciudad en poder de ISIL 

#### Cuerpo de Marines
En mayo de 2005 el 3.er Grupo del 11º de Marines, con sede en el Centro Combate Aire Tierra del Cuerpo de Marines en Twentynine Palms (Marine Corps Air Ground Combat Center Twentynine Palms (MCAGCC)) se convirtió en la primera unidad de Marina en utilizar el nuevo M777. Se suministrarán 580 sistemas a los Marines, y 421 al Ejército y la Guardia Nacional.
En marzo de 2016, 200 infantes de marina y cuatro obuses M777A2 de la 26.ª Unidad Expedicionaria de Infantería de Marina instalaron Firebase Bell , oficialmente el Karasoar Counterfire Complex, cerca de la ciudad iraquí de Makhmour , apoyando la ofensiva de Mosul del ejército iraquí . La base de fuego estaba a solo 24 kilómetros (15 millas) del territorio controlado por ISIL . Un marine murió en un ataque con cohetes el 19 de marzo, pocos días después de llegar. 
Los ataques directos a la base disminuyeron en las semanas siguientes cuando los iraquíes capturaron las aldeas circundantes. Los obuses de la Marina dispararon todos los días en apoyo de las maniobras iraquíes, utilizando rondas de alto explosivo, humo e iluminación. Fueron relevados por soldados del ejército después de aproximadamente 60 días, después de disparar más de 2000 rondas en 486 misiones de fuego. 
En marzo de 2017, la 11.ª Unidad Expedicionaria de la Infantería de Marina se desplegó en Siria para brindar apoyo de artillería con sus M777 a las fuerzas que buscan expulsar a las fuerzas de ISIL de Raqqa .

### Australia

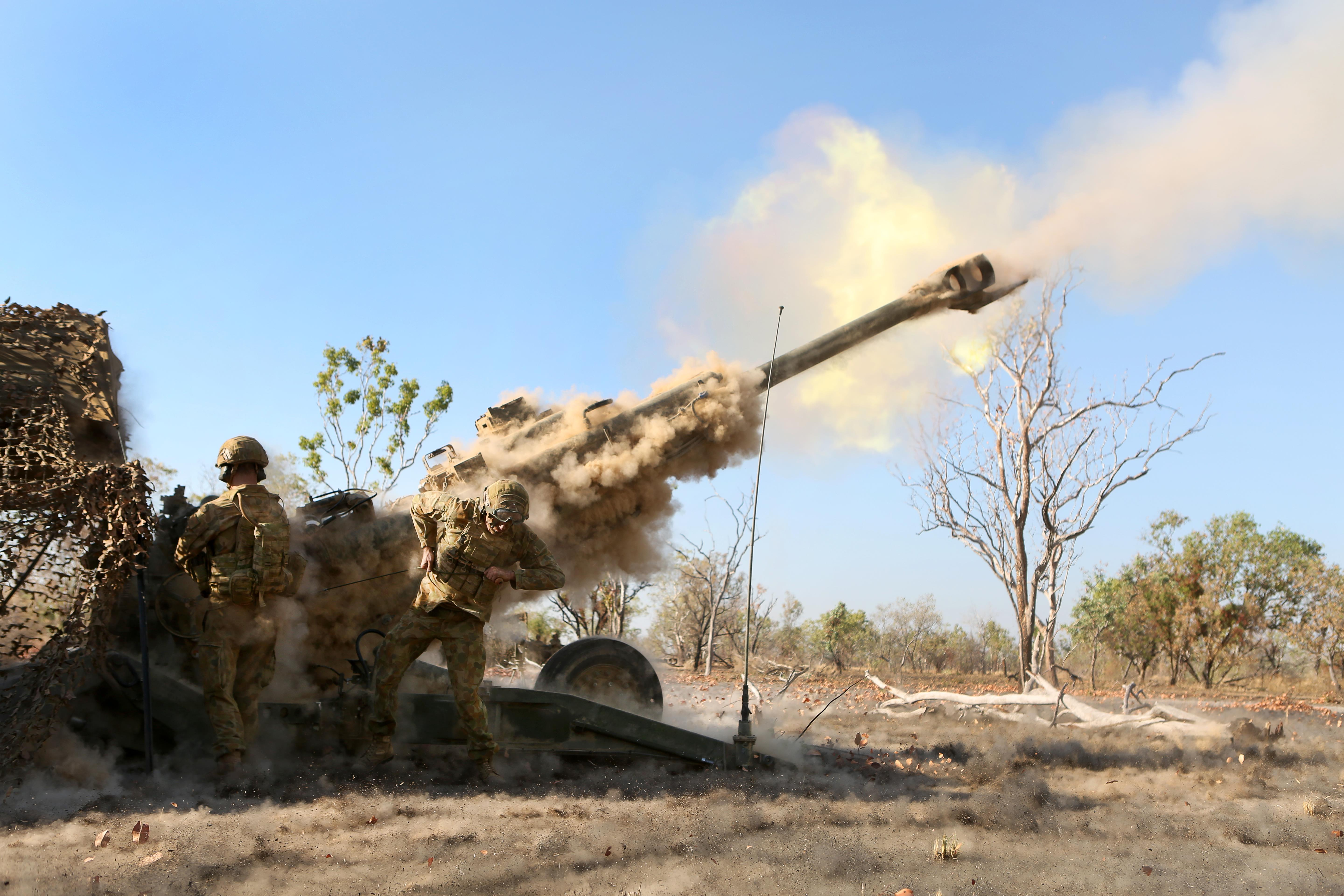
Soldados australianos disparando un M777A2 durante un ejercicio de entrenamiento en 2016

El Gobierno australiano realizó un pedido recientemente de 57 M777 A2 por un importe de US$248M. Los 35 primeros serán para proveer al 1.er y 4º Regimientos de la Real Artillería Australiana. Las primeras recepciones se prevé que comiencen para finales de 2010.

### Brasil
En 2010, la Armada de Brasil evaluó el M777 de 155 mm como candidato para reemplazar los seis obuses M114A1 de 155 mm de la rama de Infantería de Marina .  Aún no se ha elegido al sucesor del M114.

### Canadá

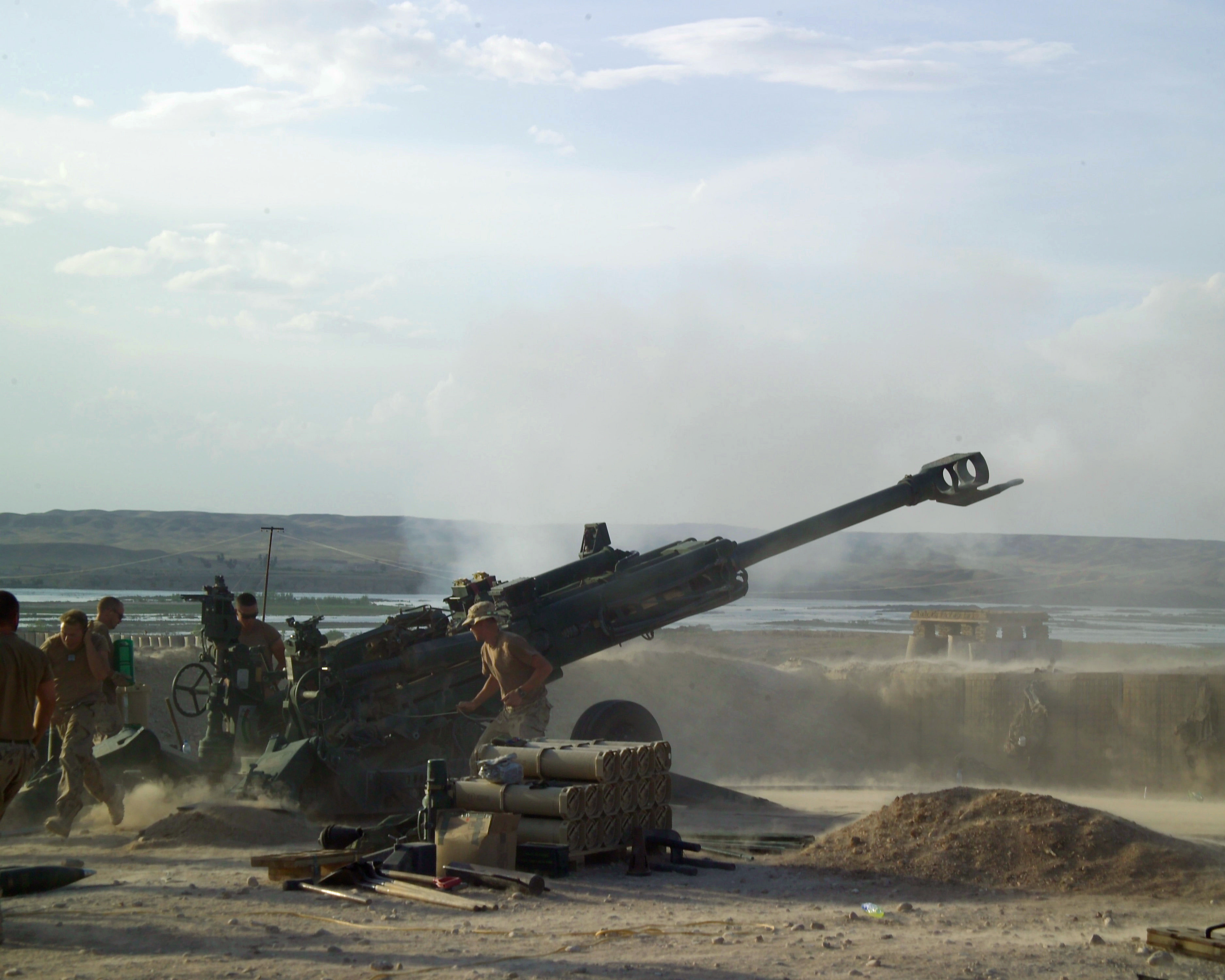
Soldados canadienses disparan un M777 contra una base de operaciones avanzada en la provincia de Helmand en Afganistán, el 7 de abril de 2007.

En diciembre de 2005 el 1.er Real Regimiento de Artillería Canadiense realizó el disparo inaugural de su primer 155 mm M777, de un total de seis. Los seis cañones entregados han sido facilitados por el Cuerpo de Marines de los Estados Unidos en virtud del contrato de venta tipo FMS, venta militar extranjera, realizado entre los EE. UU. y Canadá. Las armas fueron enviadas a Afganistán en apoyo de la Operación Archer, y se pusieron en servicio en el teatro de operaciones canadiense en torno a Kandahar a principios de 2006. En verano hicieron una contribución significativa durante la Batalla de Panjwaii cuando se realizó un pequeño número de disparos para destruir elementos talibanes en retirada del campo de batalla. Se informó que muchos de los 72 muertos durante el período más duro de la lucha se debió a fuego de artillería de sólo dos cañones M777 de 155 mm. A finales de otoño de 2006, los M777 canadienses fueron equipados con un control de fuego y un sistema de gestión digital que mejoró considerablemente la precisión. Sin embargo, hasta principios de 2007, las municiones fueron limitadas dando lugar a una reducción de disparos. En mayo de 2009, el Gobierno Canadiense ordenó la compra de 25 M777 adicionales aumentando el total a 37.

### India
El M777 parece que está hecho a la medida de India y sus peculiares necesidades de combatir en zonas remotas a gran altura. El Ejército Indio anunció la intención de adquirir 145 unidades por US$647M, pero los planes de compra fueron adelantados cuando el proceso de adquisición fue reiniciado en julio de 2010. Ante la indecisión de India durante muchos años estuvo poco claro que modelo de obús compraría el Gobierno Indio.
En mayo de 2015 finalmente se aprobó una partida de  29.000 millones de rupias para comprar 145 obuses M777, aunque en diciembre el Ministerio de Defensa dijo que estaba interesado en realizar un pedido total de más de 500 M777. En junio de 2016 fue oficial que India compraba los 145 obuses por 750 millones de dólares. El acuerdo se completó en diciembre de 2016, BAE Systems suministró 25 obuses ya construidos, mientras que Mahindra Defense Systems Limited fabricaria 120  localmente en India.
El Ejército de la India recibió sus primeros dos obuses el 18 de mayo de 2017, listos para usar. El 2 de septiembre el cañón de uno de los obuses resultó dañado mientras disparaba durante las pruebas de calibración. El ejército indio usó el M777 en el ejercicio Himvija.

### Ucrania
En abril de 2022, durante la Invasión rusa de Ucrania de 2022 en la guerra ruso-ucraniana , Estados Unidos proporcionó 108, Canadá 4 y Australia 6 obuses M777 con municiones a las fuerzas armadas de Ucrania para repeler a Rusia.  Canadá ha prometido 10 cañones para reemplazar los que se desgastaron durante el disparo.  Por lo general, un sistema de artillería moderno, como el M777, debe reemplazar el cañón después de disparar hasta 2500 rondas. 
En octubre de 2022, EE. UU. le dio a Ucrania 16 M777 adicionales,  y en octubre de 2022 tiene al menos 170.  Según Oryx , Ucrania ha perdido al menos 20 obuses M777, de los cuales 19 fueron destruido y uno resultó dañado.  En noviembre de 2022, según funcionarios de EE. UU. y Ucrania, un tercio de los aproximadamente 350 obuses de fabricación occidental (incluidos 142 M777 entregados por EE. UU.) donados a Ucrania están fuera de servicio en un momento dado. Esas armas se desgastan después de meses de uso excesivo, o se dañan o destruyen en combate. 
Una tripulación ucraniana afirma haber disparado 6.000 rondas a través de su M777. Durante este tiempo han tenido cuatro cambios de barril. Todos estos reemplazos de cañones ocurrieron antes del límite de 2500 rondas, ya que notaron que la precisión estaba disminuyendo.

## Historial de combate
- Guerra de Afganistán (2001-2021)
- Guerra de Irak (2014 - 2017)
- Guerra civil iraquí
- Guerra civil siria
- Intervención militar en Yemen (2015-presente)
- Guerra de Ucrania (2022 - presente)

## Usuarios

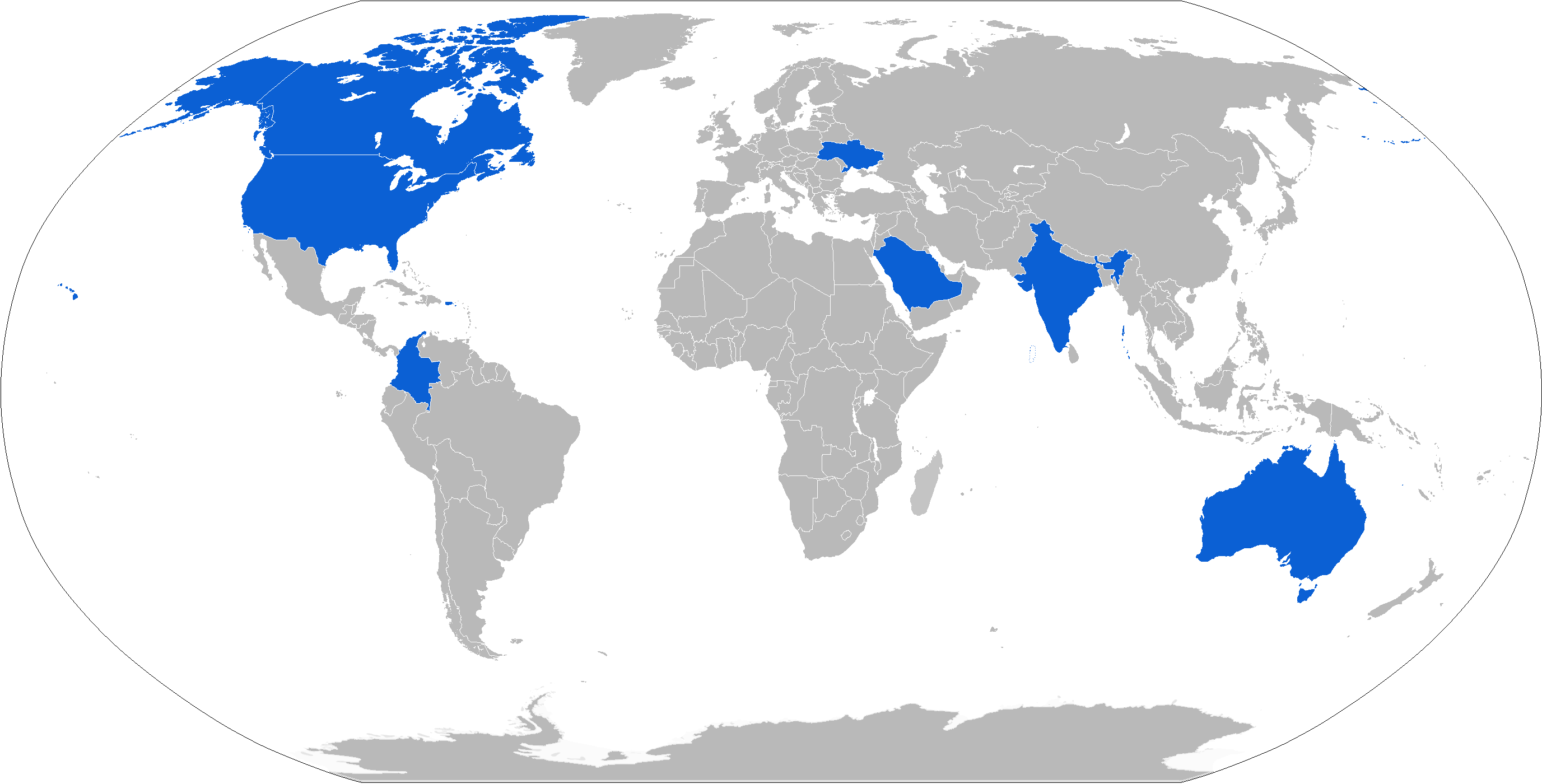
Mapa de operadores de M777 en azul.

### Usuarios Actuales
- Australia: Originalmente 54 sistemas (M777A2),  reducidos a 48 después de que 6 fueran donados a Ucrania en abril de 2022. .[12]

- Colombia: Colombia obtendrá obuses M777 para la Armada, como parte de una donación realizada por EE.UU a inicios de marzo del 2022[19]

- Canadá: 33 sistemas, anteriormente 37 con 4 donados a Ucrania. Los obuses donados se repondrán.

- India: 89 sistemas en servicio [101] (un total de 145 sistemas estaban en orden, de los cuales los 120 sistemas restantes están siendo construidos en India por Mahindra Defense bajo el programa "Make in India")

- Estados Unidos: Se adquirieron 999 sistemas, 481 para el Cuerpo de Marines de EE . UU. y 518 para el Ejército de EE. UU. y la Guardia Nacional del Ejército . Estados Unidos presenta una "flota pura" de variantes M777A2.  En 2022, 108 de los sistemas del Cuerpo de Marines de EE. UU. fueron donados a Ucrania. .[9][10]

- Ucrania: 152 sistemas (108  de los cuales fueron donados por Estados Unidos  junto con 200 000  proyectiles de artillería de 155 mm y 18 en el paquete adicional con 36 000 proyectiles de artillería,  4 sistemas de Canadá,  y 6 sistemas de Australia,  tras la invasión rusa de Ucrania en 2022 ).  Canadá también proporcionó municiones guiadas de precisión M982 Excalibur .  En octubre de 2022 se anunció una donación adicional de 16 M777 por parte de los Estados Unidos.

### Usuarios Potenciales
- Emiratos Árabes Unidos: el 5 de mayo de 2016, BAE Systems confirmó que está trabajando con Emirates Defense Technology (EDT) para desarrollar una versión autopropulsada del obús M777 para las Fuerzas Armadas de los EAU .

## Especificaciones técnicas
- Longitud:
  - 9,5 m remolcado
  - 10,7 m en combate
- Anchura:
  - 2.770 mm remolcado
  - 3.720 mm en combate
- Altura: 2.260 mm remolcado
- Vida del cañón: 2650 disparos
- Alcance máximo efectivo:
  - Munición estándar: 24 km
  - Munición ERFB: 30 km (Posee un pequeño depósito de gas a presión en la parte trasera del proyectil que produce un cierto empuje pero que sobre todo rellena la parte inferior del proyectil con el gas reduciendo drásticamente la resistencia al aire mejorando el alcance)
  - Munición Excalibur: 40 km
- Cadencia de fuego:
  - 5 disparos/min, rápido
  - 2 disparos/min, sostenido

## Galería

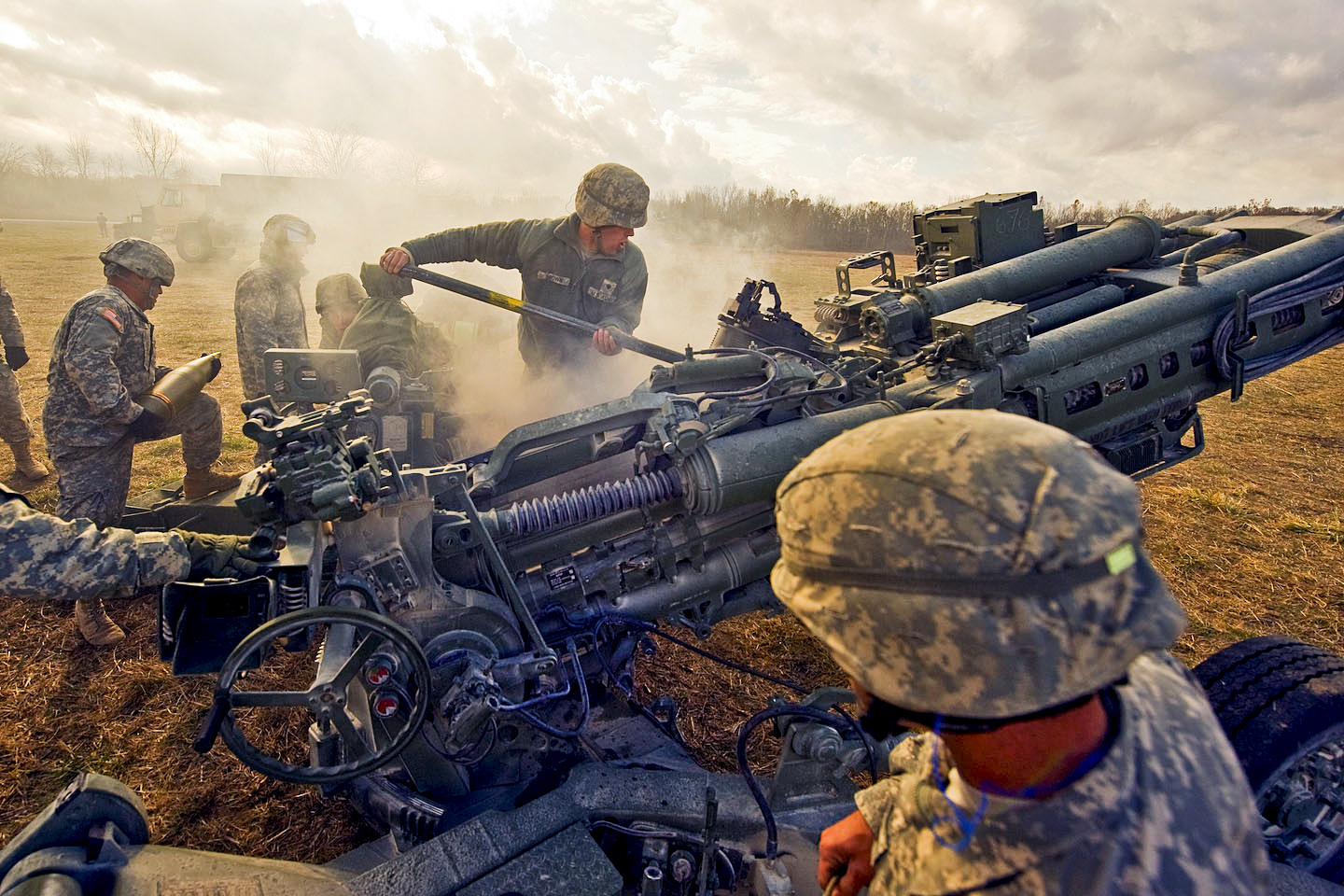
Recarga de Obús M777
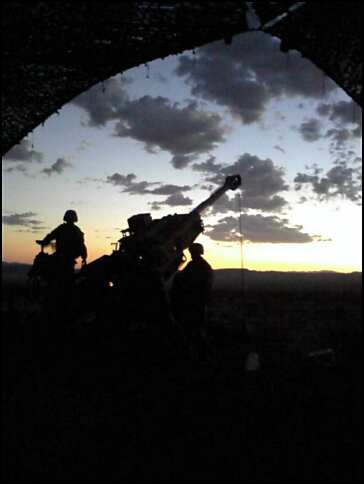
M777 en un amanecer
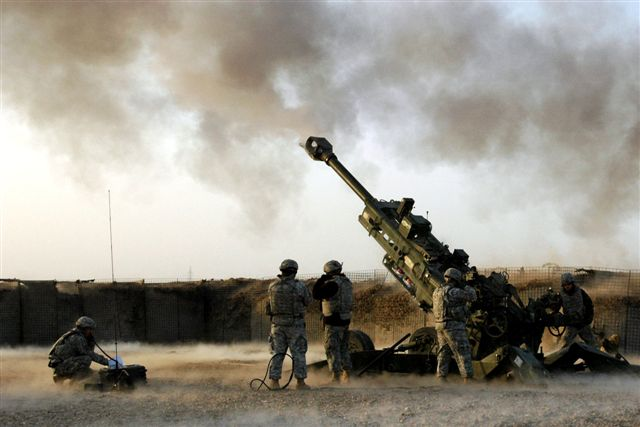
Disparo de Obús M777
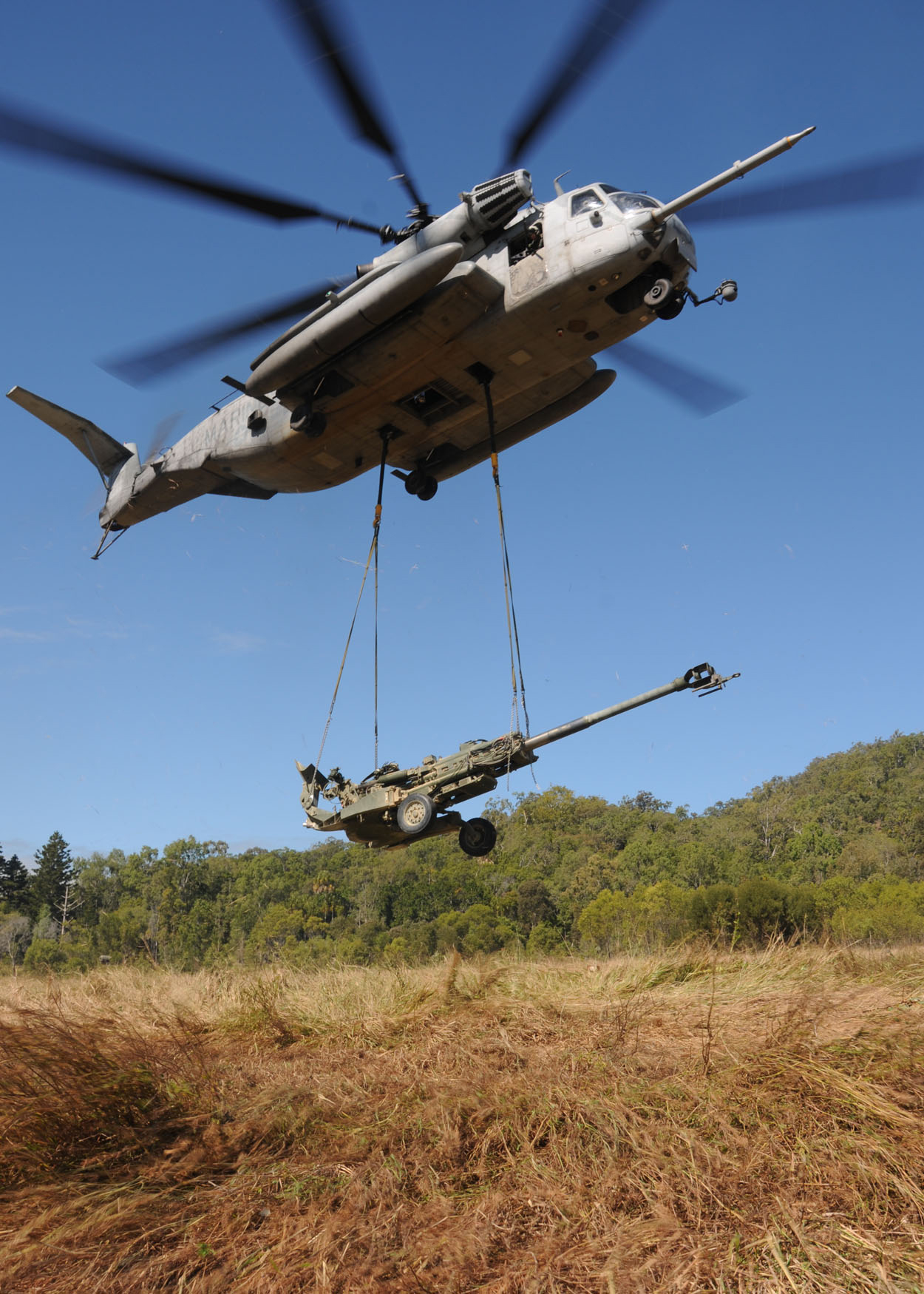
Sikorsky CH-53 Sea Stallion remolcando un obús M777
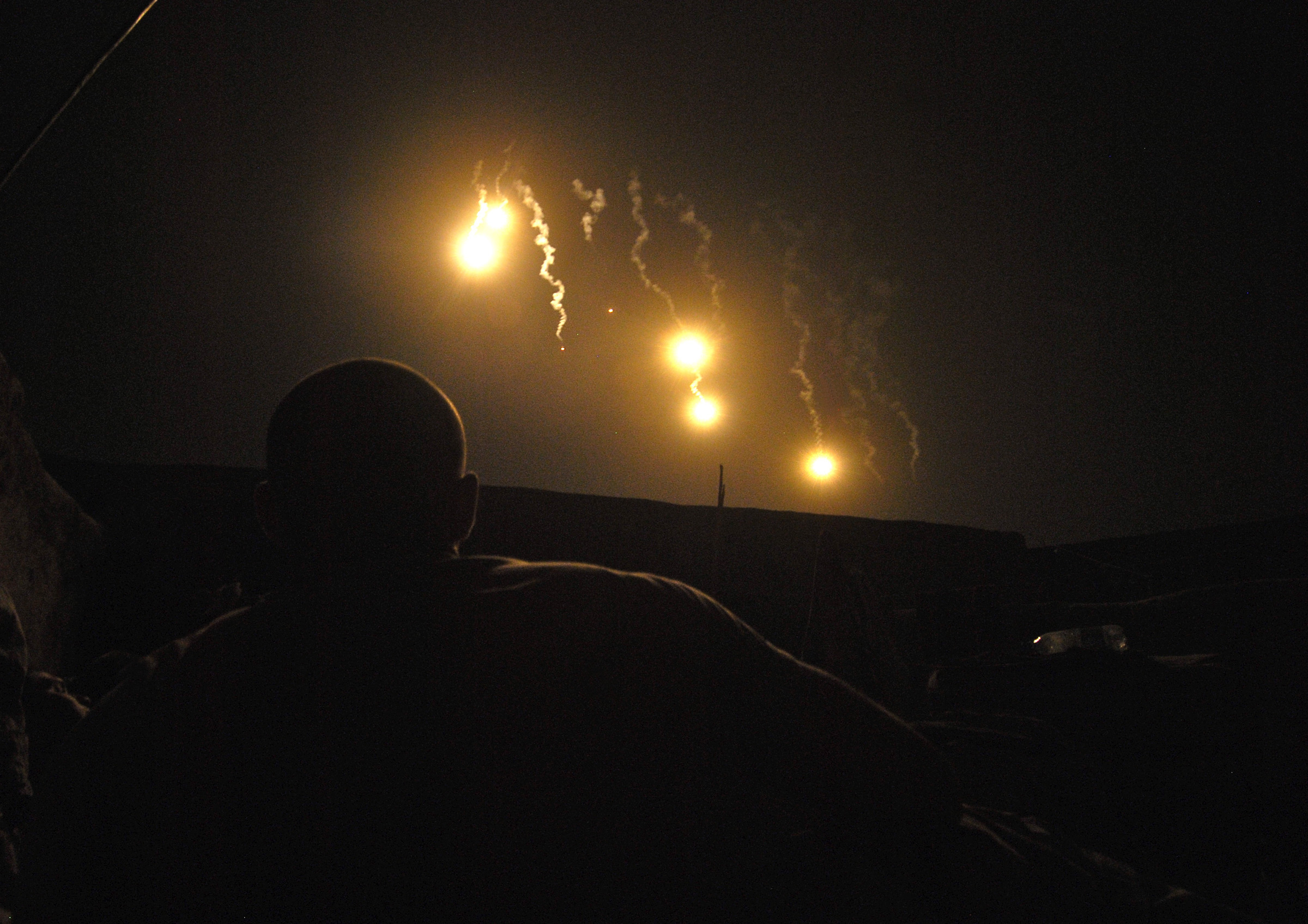
Rondas de iluminación disparadas durante la Operación Tora Arwa V en la provincia de Kandahar , Afganistán
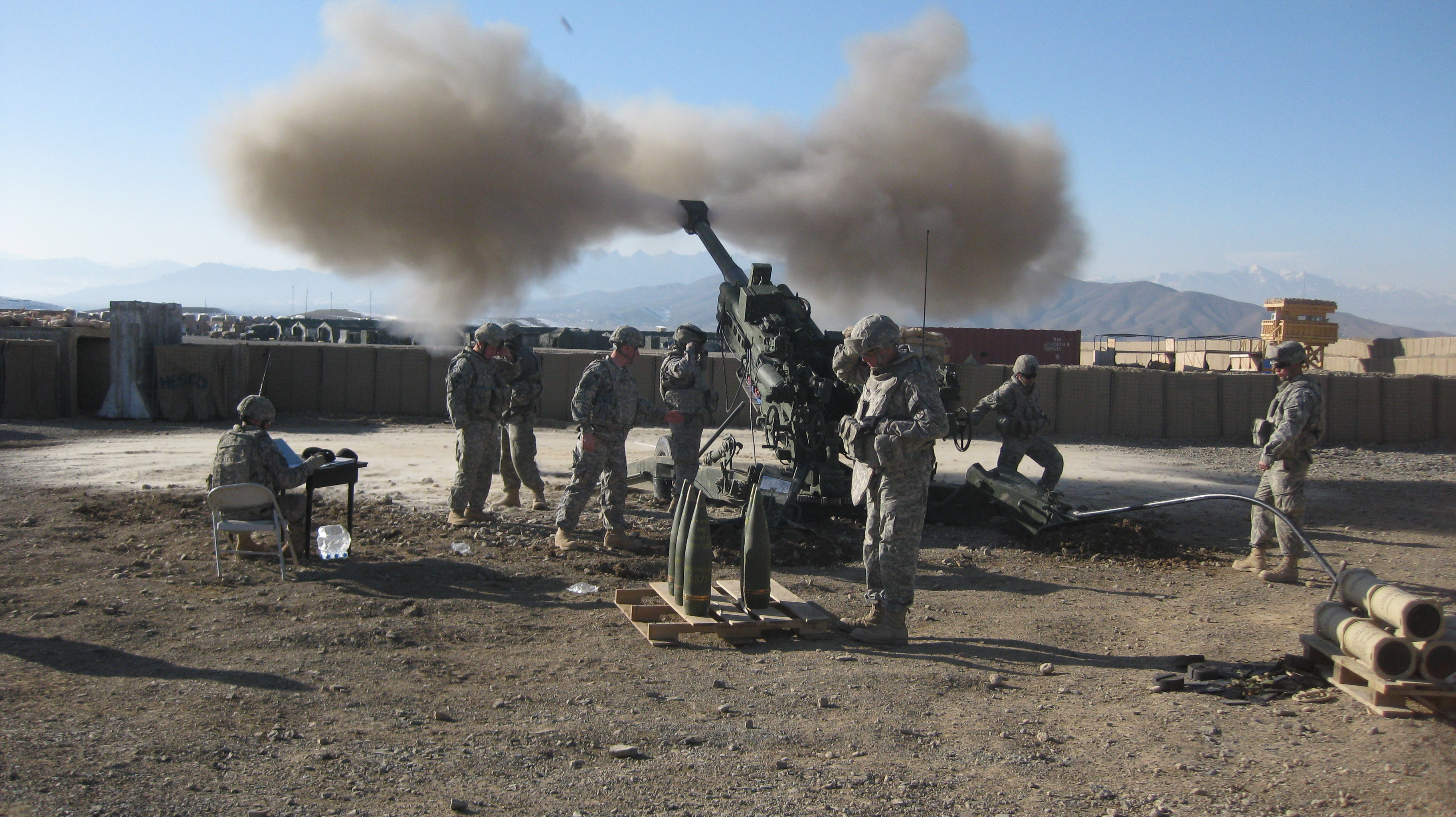
Un M777, en la Provincia de Laugar, Afganistán
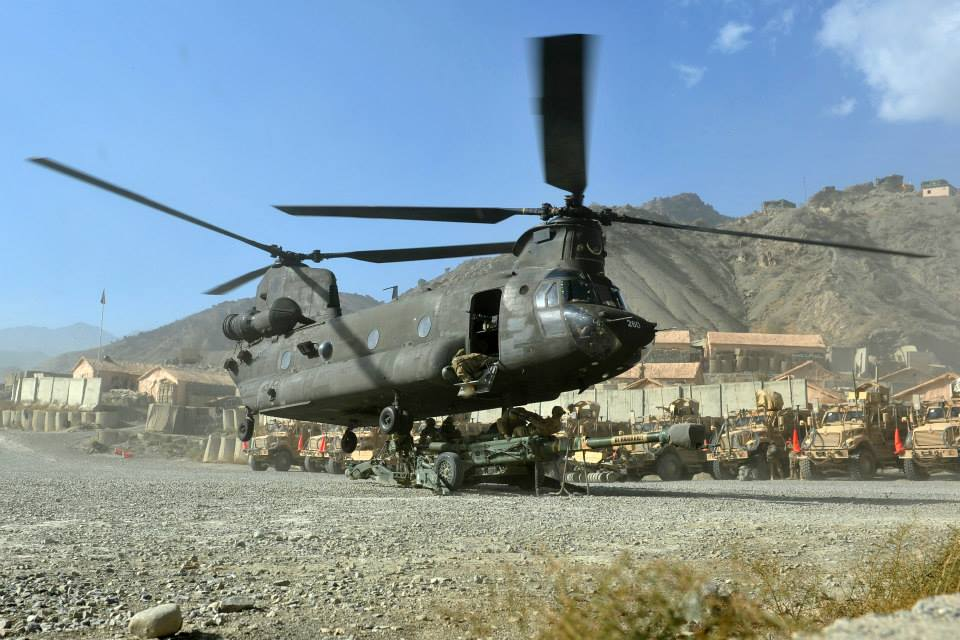
Un helicóptero CH-47 Chinook engancha un M777 para cargar con eslinga .
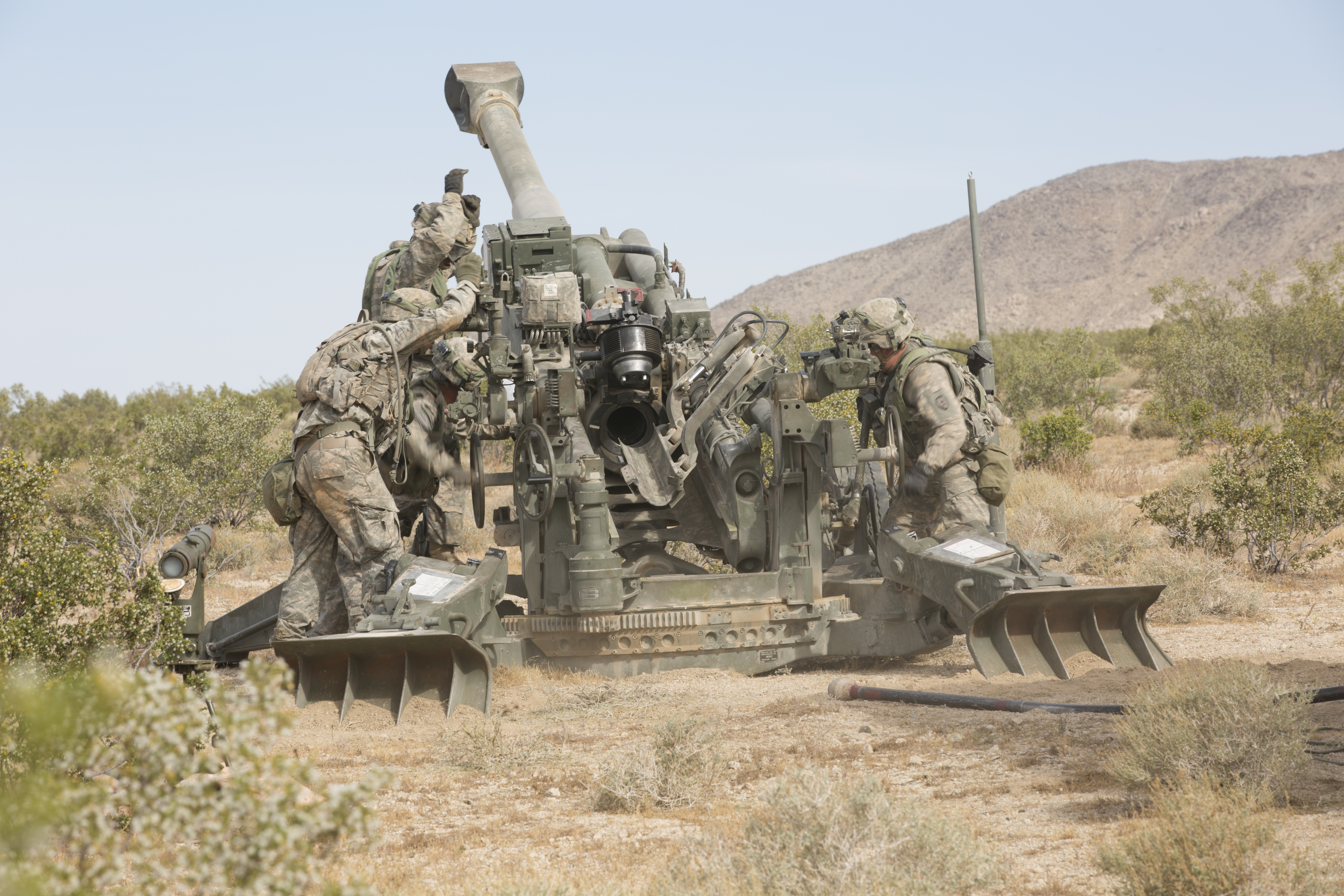
Una vista de la recámara y las espadas en los senderos.
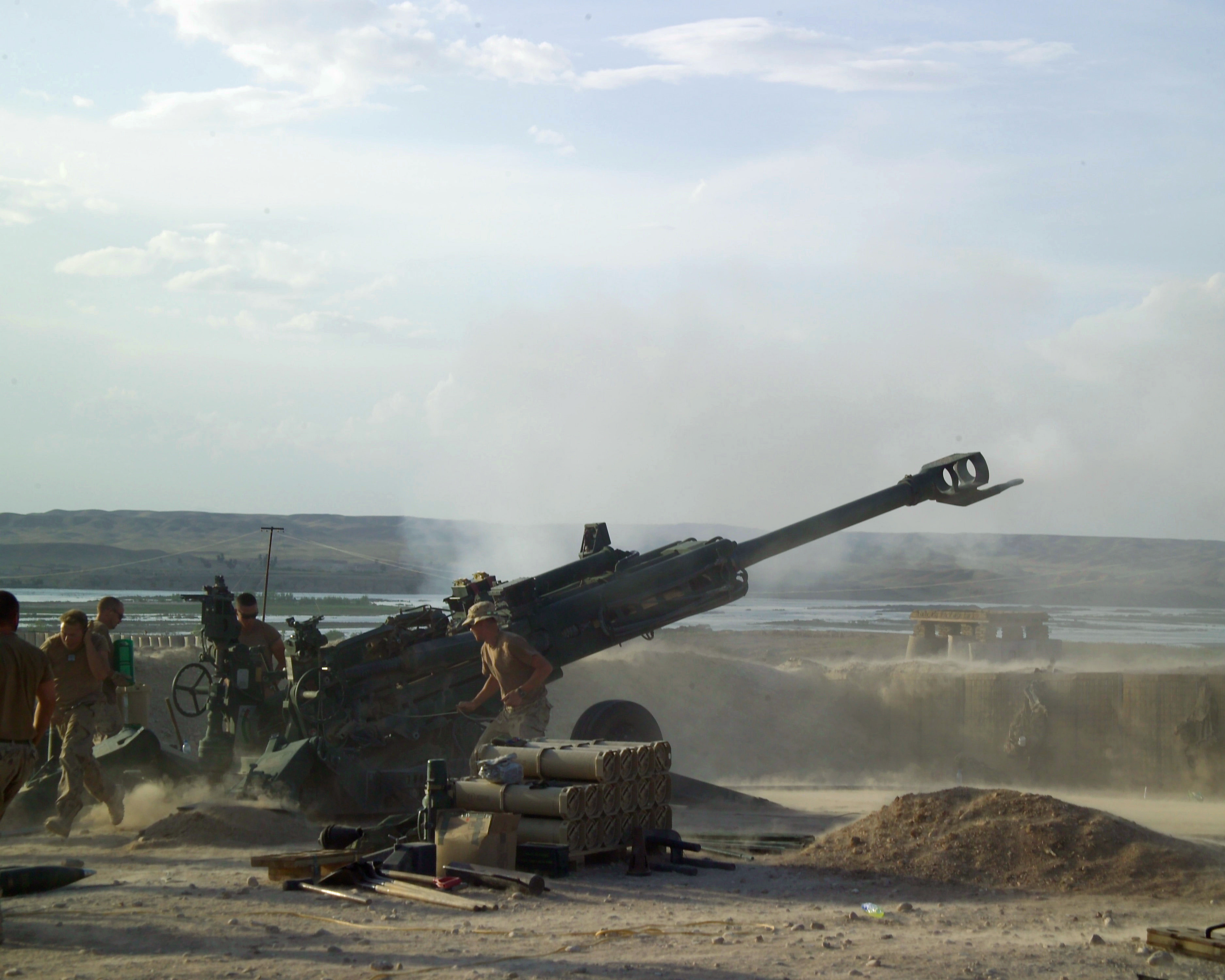
Soldados canadienses disparan un M777 en una base de operaciones avanzada en la provincia de Helmand en Afganistán, abril de 2007
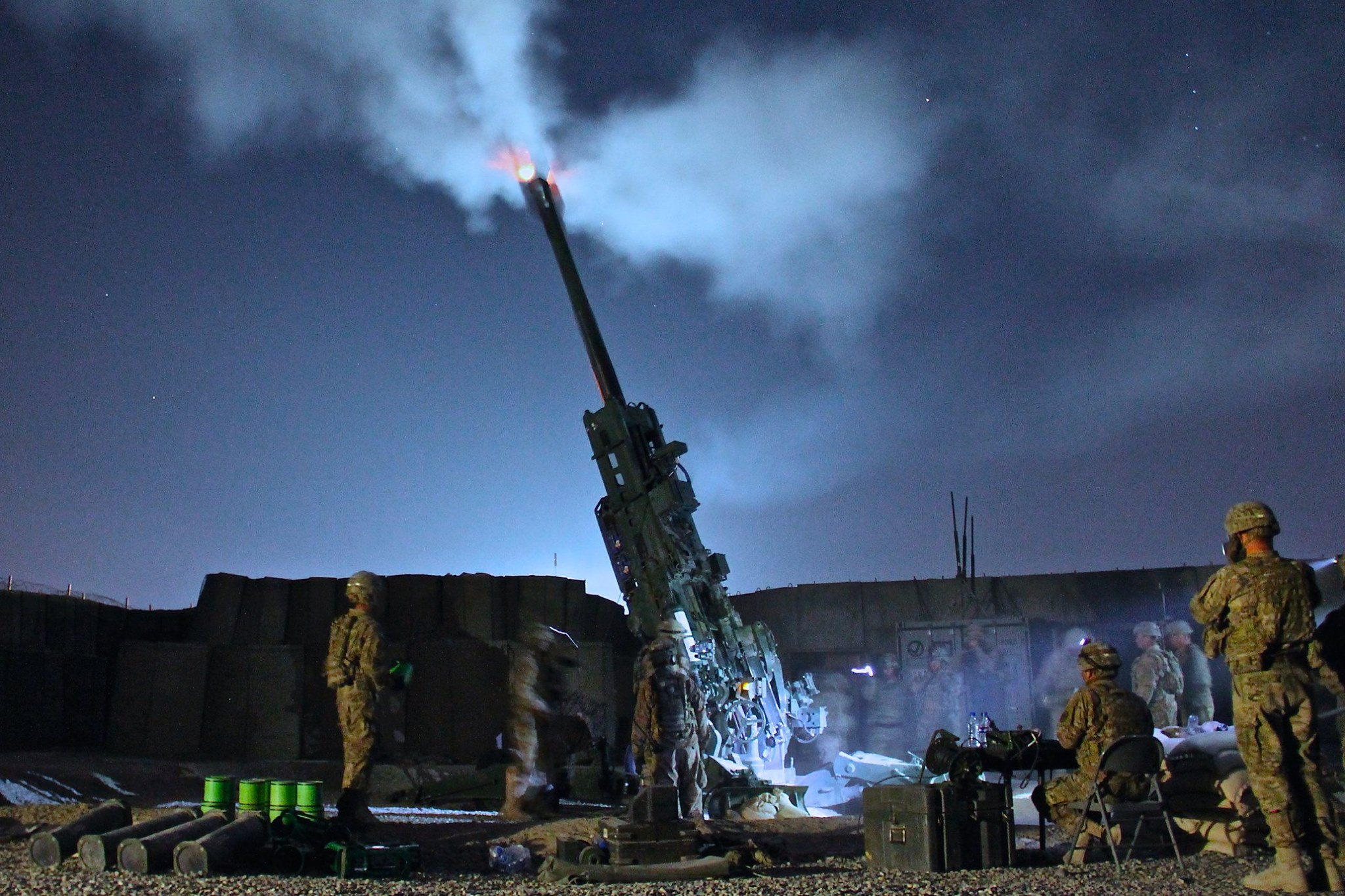
Entrenamiento de disparo del Obús M777 de noche
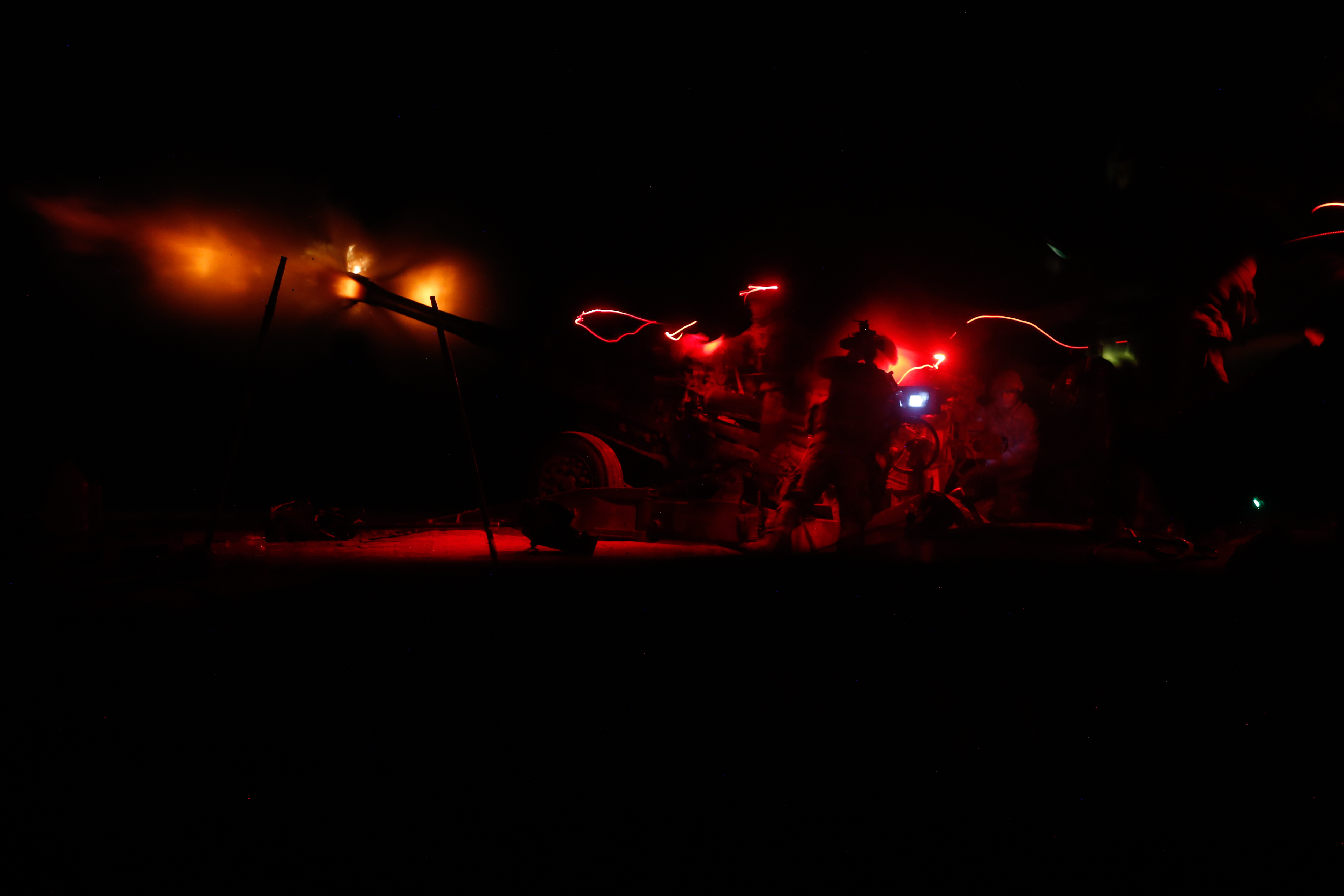
Disparo nocturno del Obús M777 del Ejército de los Estados Unidos
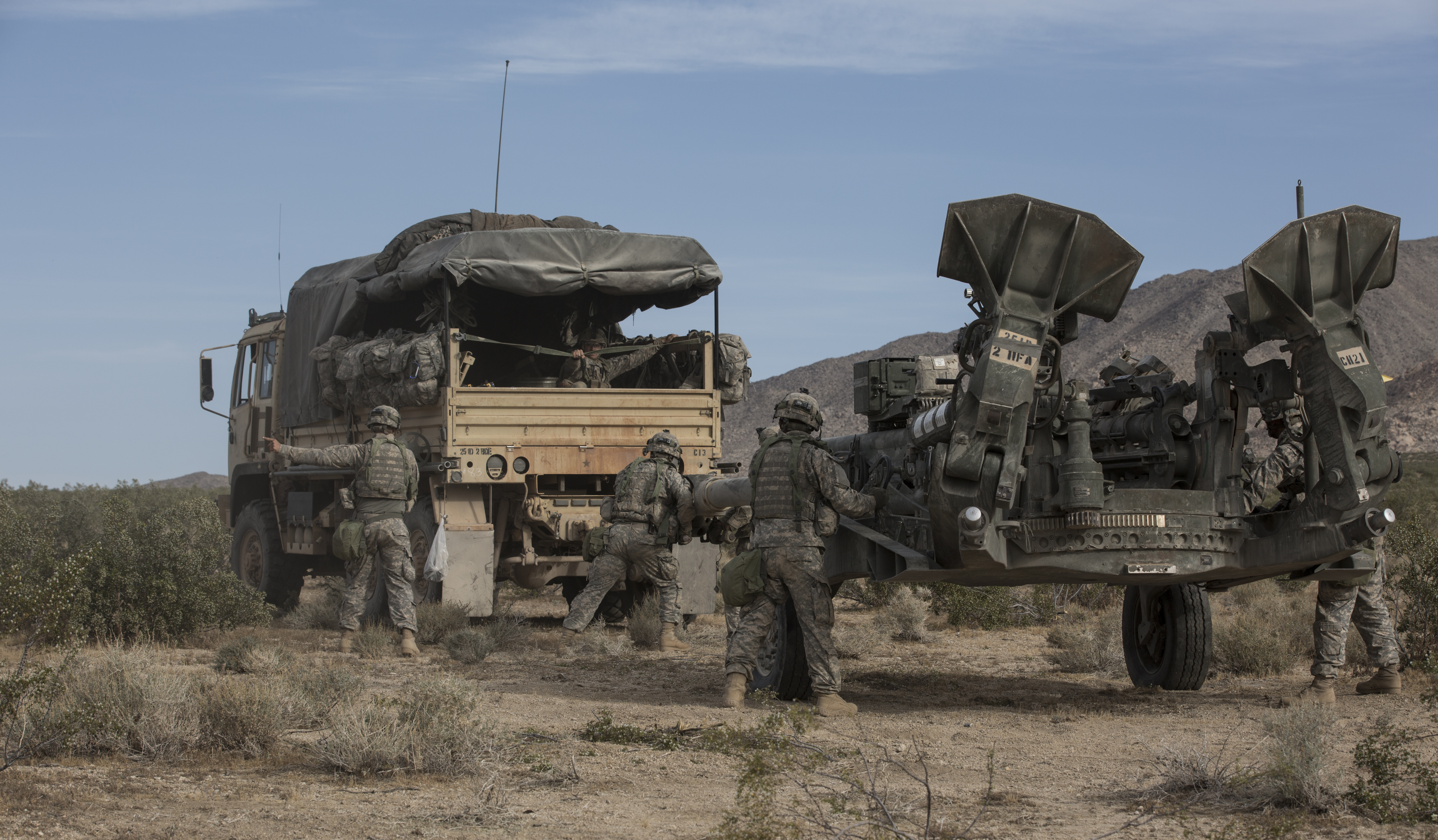
Soldados de EE.UU transportando Obús M777
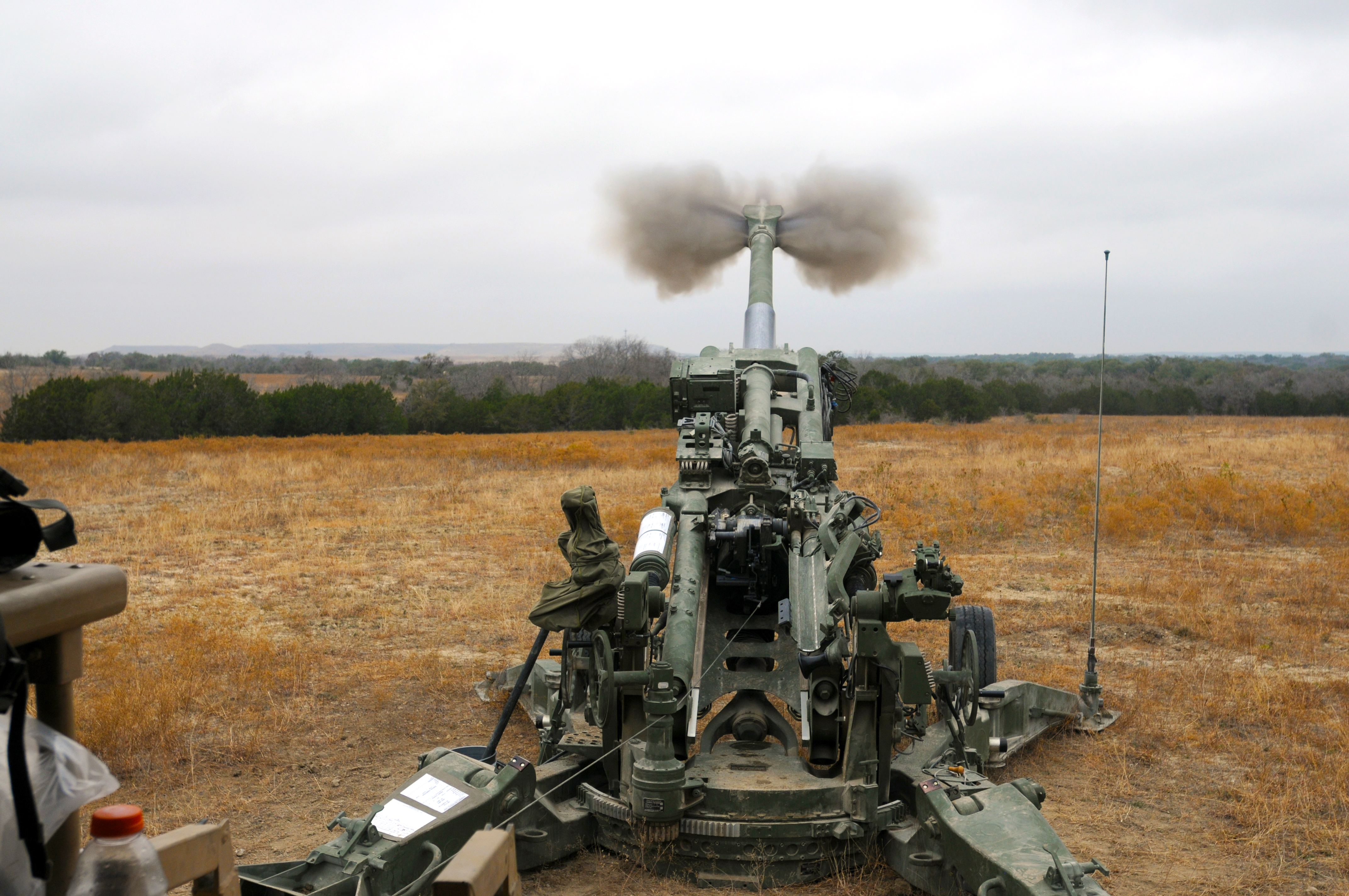
Disparo del Obús M777 por el Cuerpo de Marines de los Estados Unidos en afganistan